# 葉賀ユイ
葉賀 ユイ（はが ユイ）は、日本の漫画家、イラストレーター。ハガユイ名義で小説も執筆している。

## 作品リスト

### 漫画
- ミラクルパンツァー（電撃「マ）王掲載）

読切作品。漫画デビュー作。（「ロッテのおもちゃ!」単行本第4巻に収録）
- ロッテのおもちゃ!（電撃「マ）王 連載、電撃コミックス、全9巻）

1. 2008年2月、ISBN 978-4-8402-4221-9
2. 2008年11月、ISBN 978-4-04-867437-9
3. 2009年8月、ISBN 978-4-04-868031-8
4. 2010年2月、ISBN 978-4-04-868429-3
5. 2010年11月、ISBN 978-4-04-868982-3
6. 2011年5月、ISBN 978-4-04-870492-2
7. 2012年6月、ISBN 978-4-04-886666-8
8. 2013年2月、ISBN 978-4-04-891361-4
9. 2014年1月、ISBN 978-4-04-866250-5

- サクラ*ナデシコ（電撃マオウ 連載、電撃コミックスNEXT、全3巻）

1. 2016年3月、ISBN 978-4-04-865847-8
2. 2017年2月、ISBN 978-4-04-892684-3
3. 2018年1月、ISBN 978-4-04-893547-0

- ばっかつ!〜麦酒喝采〜（ComicWalker連載、電撃コミックスNEXT、全3巻）

1. 2019年3月、ISBN 978-4-04-912425-5
2. 2020年7月、ISBN 978-4-04-913300-4
3. 2021年10月、ISBN 978-4-04-914011-8

### 児童書
- ミカルは霊魔女!（角川つばさ文庫、全2巻）※ハガユイ名義

1. 2014年10月、ISBN 978-4-04-631450-5
2. 2015年3月、ISBN 978-4-04-631475-8

### イラスト
- ミステリアス・キャッツ（挿絵担当、富士見ミステリー文庫、2001年7月 - 2001年11月）
- トレース＆トレース でたとこ勝負の超新星（挿絵担当、富士見ファンタジア文庫、2002年5月）
- バカとテストと召喚獣（挿絵担当、ファミ通文庫、2007年1月 - 2015年10月）
- クトゥルフ神話TRPG VS いい大人達 リプレイ 生放送で邪神召喚！（挿絵担当、ファミ通文庫、2015年4月）
- ショートストーリーズ 僕とキミの15センチ（挿絵担当、ファミ通文庫、2017年10月）
- エクストラ・フォーリン・エールワイフ ―異世界の奥さんは日本のビールを学びたい―（挿絵担当、LINE文庫エッジ、2019年9月）
- 腹ペコ要塞は異世界で大戦艦が作りたい World of Sandbox（挿絵担当、ファミ通文庫、2023年5月 - ）

### 原画
- Remel（うさぎ倶楽部）※同人作品
- 忍ちっく☆はぁと（Kiss next）
- 魔法とHのカンケイ。（ういんどみる）
- はーみっと こんぷれっくす（Casino）※同人作品

### SD原画
- はぴねす!（ういんどみる）

### 登場作品
- バグまみれの世界に来た探索者たちのクトゥルフ（ゴットフリート・フォン・アイゼンハント) 2016年6月25日配信

### 画集
- 葉賀ユイ イラスト画集 Honey Ale（KADOKAWA）
  - 2017年2月、ISBN 978-4-04-892659-1